# 甲斐岩間站
甲斐岩間站（日语：／ Kai-iwama eki */?）是位於山梨縣西八代郡市川三鄉町岩間948號，東海旅客鐵道（JR東海）的身延線車站。本站是六鄉地區的代表車站，包含特急「富士川」在內所有定期列車均在此停站。

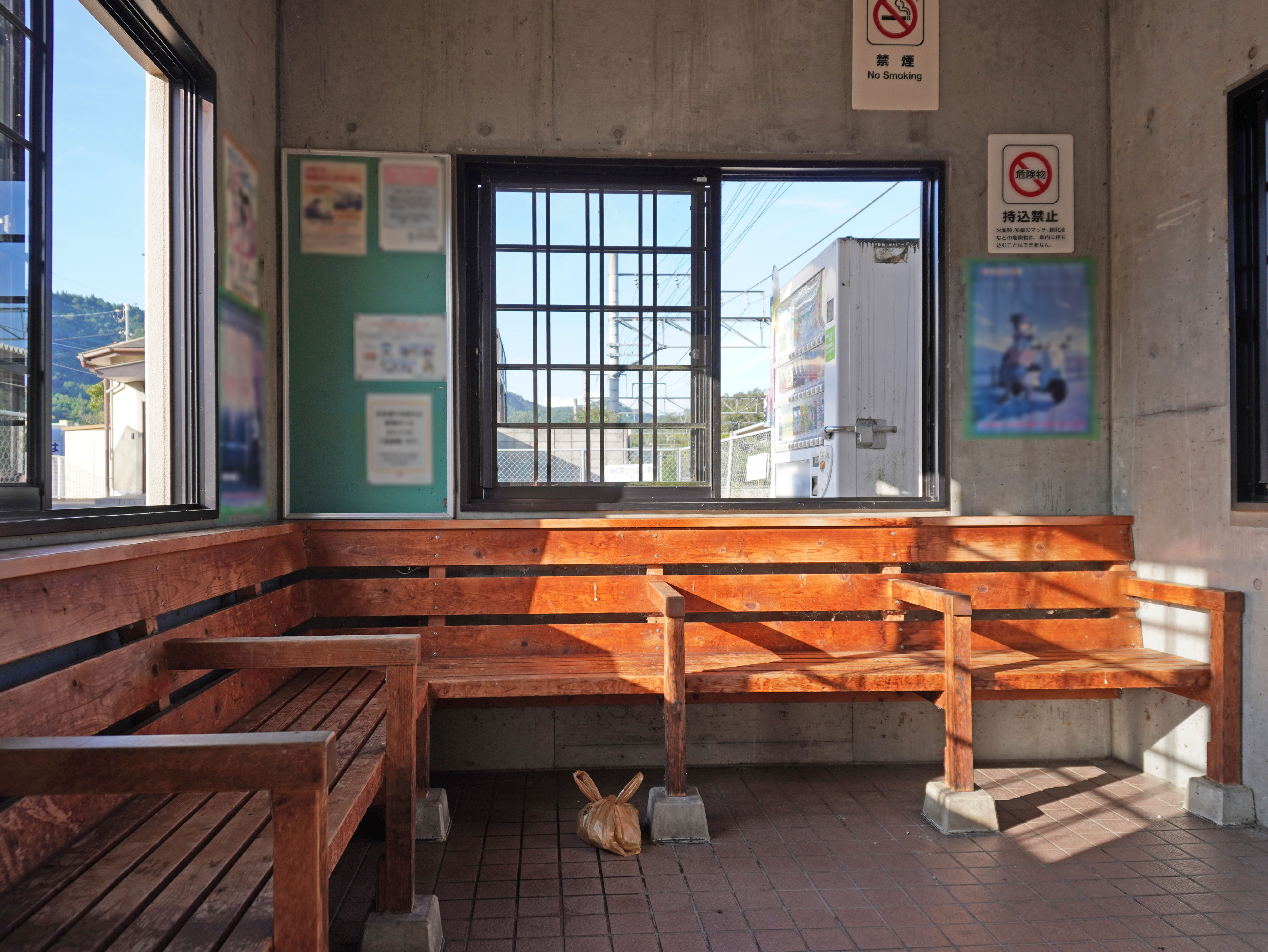
車站內部(2022年9月)

## 歷史
- 1927年（昭和2年）12月17日：富士身延鐵道身延至市川大門之間開通，此站啟用[1]。為旅客和貨物車站。
- 1938年（昭和13年）10月1日：富士身延鐵道借給鐵道省使用，成為身延線[1]。
- 1941年（昭和16年）5月1日：富士身延鐵道正式國有化[1]。
- 1972年（昭和47年）9月20日：結束貨物起卸業務。
- 1987年（昭和62年）4月1日：伴隨國鐵分割民營化，車站由東海旅客鐵道（JR東海）營運[1]。
- 1999年（平成11年）4月1日：成為無人車站。
- 2001年（平成13年）
  - 1月30日：Kiosk結業。
  - 5月：第二代車站大樓竣工。

## 車站構造

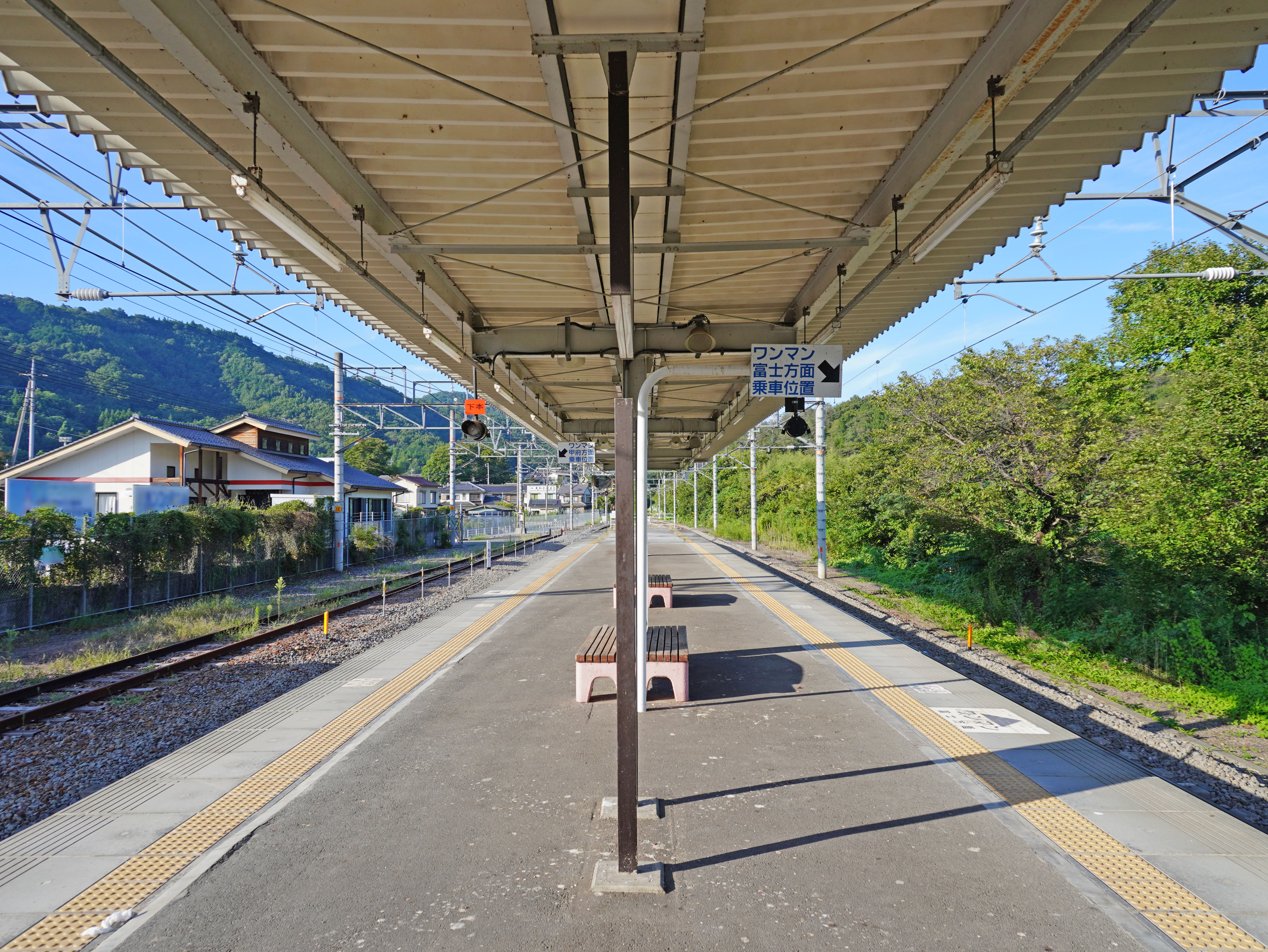
月台(2022年9月)

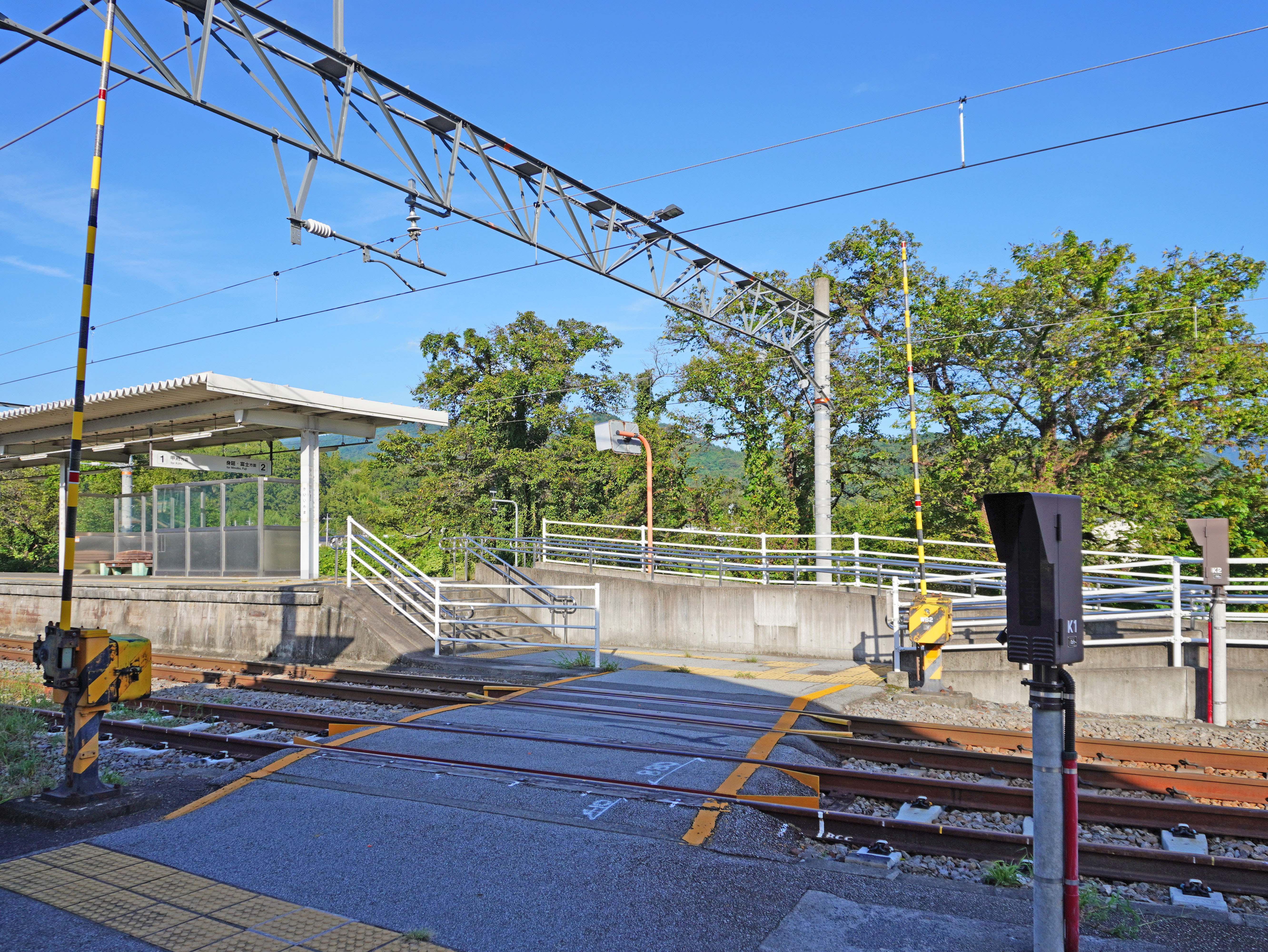
平交道(2022年9月)

本站是地面車站，設有1面2線的島式月台。站房位於車站西邊。靠邊車站的月台是1號月台（甲府方向），對面是2號月台（富士方向）。在1號月台和站房之間設有1條側線，並只連接久那土一方的本線。月台靠近久那土一方設有樓梯與斜道連接站內平交道（設有遮斷機和警報機），通過平交道後便進入車站。
車站啟用當初的木造站房在2001年（平成13年）已經折卸重建。第二代車站是一座小型混凝土建造的建築物，站內設有候車室和已落閘的櫃臺。曾經此站設有車站職員當值，1999年（平成11年）起，成為由身延站管理的無人車站。此站不可購買車票，乘客可在另外的車站購買此站的車票，或乘車後向車長購買，若是乘坐一人控制列車，則乘車時領取整理券，然後下車時支付車費。此站曾經設有Kiosk，在第一代站房停用前已經結業。

### 月台
| 月台 | 路線   | 上下行 | 方向            |
| ---- | ------ | ------ | --------------- |
| 1    | 身延線 | 下行   | 甲府方向        |
| 2    | 身延線 | 上行   | 身延、富士方向< |

## 使用狀況
| 乘車人次變化 | 乘車人次變化     |
| 年度         | 1日平均 乘車人次 |
| ------------ | ---------------- |
| 1950年       | 1,160            |
| 1980年       | 845              |
| 2005年       | 259              |
| 2006年       | 247              |
| 2007年       | 235              |
| 2008年       | 241              |
| 2009年       | 241              |
| 2010年       | 225              |
| 2011年       | 196              |
| 2012年       | 194              |
| 2013年       | 182              |
| 2014年       | 171              |
| 2015年       | 187              |
| 2016年       | 177              |
| 2017年       | 140              |

- 1950年的乘車人次為423,568人，即是一日平均乘車人次為1,160人。
- 1980年的乘車人次為309,363人，即是一日平均乘車人次為845人。
- 2005年的乘車人次為94,385人，即是一日平均乘車人次為259人。
- 2006年的乘車人次為90,354人，即是一日平均乘車人次為247人。
- 2007年的乘車人次為86,148人，即是一日平均乘車人次為235人。
- 2008年的乘車人次為88,197人，即是一日平均乘車人次為241人。
- 2009年的乘車人次為87,855人，即是一日平均乘車人次為241人。
- 2010年的乘車人次為82,074人，即是一日平均乘車人次為225人。
- 2011年的乘車人次為71,576人，即是一日平均乘車人次為196人。

## 車站周邊
此站是町內六鄉地區的中心車站，周邊設有六鄉地區的村落。市川三鄉町公所六鄉廳舍（舊・{{Translink|ja|六郷町 (山梨県)|六鄉町 (山梨縣)|六鄉町]]公所）位於車站以北300米處。從沼久保站以北開始至列車進入甲府盆地之間，從身延線列車車窗中可望見富士山，而此站附近更可望見富士山山頂。
此站附近設有許多生產印章工場，在六鄉地區生產印章的數量佔據全日本總生產量一半。在站前廣場設有石碑標示上述內容，從車站步行2分鐘即可到達町之印章資料館。
- 市川三鄉町公所六鄉廳舍（舊・六鄉町公所）
- 中部橫斷自動車道六鄉交匯處（日语：六郷インターチェンジ）
- 峽南郵局（日语：峡南郵便局）
- 山梨中央銀行六鄉分店
- 綢之湯 （页面存档备份，存于）
- 中富和紙之里
- 富士見體育公園
- 甲斐家具

## 巴士路線
| 乘車處     | 乘車處 | 系統               | 主要途經                                                     | 目的地 | 巴士公司     | 備註 |
| ---------- | ------ | ------------------ | ------------------------------------------------------------ | ------ | ------------ | ---- |
| 甲斐岩間站 |        | 古關、甲斐岩間線   | 久那土站、舊久那土中學                                       | 古關   | 身延町營巴士 |      |
| 甲斐岩間站 |        | 古關循環線（左回） | 公所前、飯富、波高島站、下部溫泉站、甲斐常葉站、下部分所入口 | 古關   | 身延町營巴士 |      |
| 甲斐岩間站 |        | 古關循環線（右回） | 久那土站、舊久那土中學                                       | 古關   | 身延町營巴士 |      |

## 相鄰車站
東海旅客鐵道（JR東海）
 身延線
- 特急「富士川」停車站

久那土－甲斐岩間－落居

## 注腳
1. 1 2 3 4 5  曾根悟（監修）. 朝日新聞出版分冊百科編集部（編集） , 编. . 週刊 歴史でめぐる鉄道全路線 国鉄・JR (朝日新聞出版). 2009-07-26, (3): 22–23 （日语）.
2. 1 2  用車站時間表的方向資訊。詳情參見JR東海官方網站的各站時間表 （页面存档备份，存于）（截至2015年1月）。

## 外部連結
- 國土地理院地圖參閲服務 （页面存档备份，存于） - 甲斐岩間站周邊的1/25000地形圖 （页面存档备份，存于）（日語）